# Esporte na Finlândia
O Esporte na Finlândia tem um proeminente papel na sociedade finlandesa.
Os esportes populares na Finlândia são hóquei no gelo, automobilismo, esqui, floorball, combinado nórdico, running, bandy e pesapallo. A Finlândia participou da primeira Olimpíada da Era Moderna, em 1896.